# آتیلی، هند
آتیلی (به انگلیسی: Attili) یک منطقهٔ مسکونی در هند است که در Attili mandal واقع شده‌است. آتیلی ۲۵٬۰۰۴ نفر جمعیت دارد و ۱۱ متر بالاتر از سطح دریا واقع شده‌است.